# Exaeretia ciniflonella
Exaeretia ciniflonella is een vlinder uit de familie grasmineermotten (Elachistidae). De wetenschappelijke naam is voor het eerst geldig gepubliceerd in 1846 door Lienig & Zeller.
De soort komt voor in Europa.